# Liguria
Liguria (phát âm tiếng Ý: [liˈɡuːrja], tiếng Liguria: Ligûria [liˈgyːrja]) là một vùng ven biển miền tây bắc Ý; thủ phủ vùng là Genoa. Đây là một điểm đến nổi tiếng với khách du lịch vì những bãi biển, thị trấn và nền ẩm thực của nó.

## Địa lý

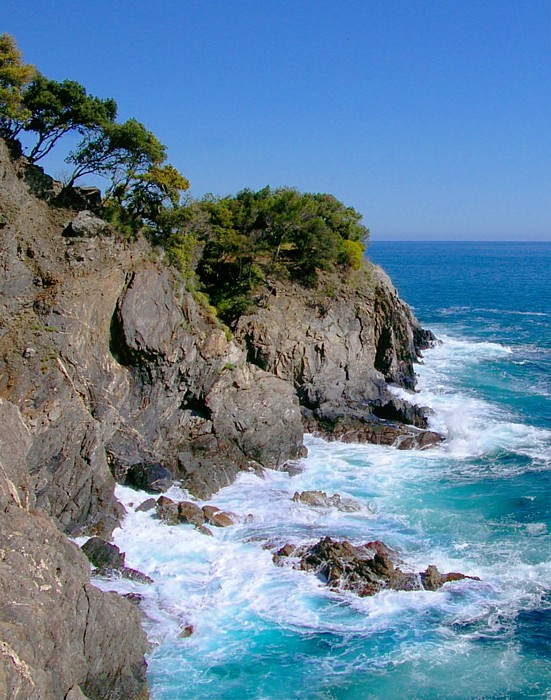
Khung cảnh Cinque Terre.

Liguria giáp với Pháp (Provence-Alpes-Côte d'Azur) về phía tây, Piedmont về phía bắc, Emilia-Romagna và Toscana về phía đông. Ngoài khơi là biển Liguria. Vùng đất hẹp này có cả biển và núi (dãy Alps và Appennini). Một vài ngọn núi cao trên 2.000 m (6.600 ft), điểm cao nhất là đỉnh núi Monte Saccarello (2.201 m, 7.221 ft).
Lãnh thổ vùng kéo dài theo hình vòng cung từ Ventimiglia đến La Spezia. 3.524,08 km2 (1.360,65 dặm vuông Anh) là núi/núi cao (65% tổng diện tích) và 891,95 km2 (344,38 dặm vuông Anh) là đồi (35%). Các khu bảo tồn tự nhiên chiếm 12% diện tích toàn vùng, tức 600 km2 (230 dặm vuông Anh). Chúng gồm một khu bảo tồn quốc gia, sáu vườn tự nhiên lớn, hai vườn nhỏ và sáu khu bảo tồn tự nhiên.